# Mogens Jensen
Mogens Jensen, född 31 oktober 1963, är en dansk socialdemokratisk politiker. Han var Danmarks livsmedelsminister från 27 juni 2019 till 18 november 2020. Han avgick som en följd av minksaken. Tidigare har han varit handels- och utvecklingsminister.

## Utmärkelser
- Kommendör av Dannebrogorden,  2024[4]

[Redigera Wikidata]